# Kim Keon-hee
Kim Keon-hee (hangeul : 김건희), née le 2 septembre 1972 en Corée du Sud, est une femme d'affaires sud-coréenne, ainsi que la Première dame de Corée du Sud de 2022 à 2025, en tant que qu'épouse de Yoon Seok-youl, président de la république de Corée.

## Biographie

### Jeunesse et éducation
Kim Keon-hee naît le 2 septembre 1972 dans le district de Yangpyeong, dans la province de Gyeonggi. Après l'obtention de son diplôme du secondaire, elle obtient un diplôme d'art de l'université de Kyonggi (en).
En 2009, Kim crée la société Covana Contents, spécialisée dans les expositions artistiques, entreprise dont elle est la directrice.

### Première dame de Corée du Sud
Après l'élection de son mari, Kim Keon-hee déclare préférer l'appellation « épouse du président » plutôt que « Première dame de Corée du Sud ». Elle déclare également son intention d'assister discrètement son mari, sans lui faire de l'ombre, afin que ce dernier puisse se concentrer au mieux sur les affaires du pays. Durant son mandat, elle se rapproche des anciennes Premières dames encore en vie, comme Lee Soon-ja, Son Myung-soon, Kwon Yang-sook ou Kim Jung-sook, pour bénéficier de leurs conseils,,.

## Vie personnelle
Kim Keon-hee est l'épouse de Yoon Seok-youl depuis 2012.

## Controverses et scandale de corruption
En sa qualité de directrice de galeries, Kim Keon-hee est accusée d'avoir reçu des pots-de-vin dans le cadre de ses fonctions, afin d'exposer certains artistes. Elle est également accusée de ne pas avoir payé d'impôts sur ses propriétés immobilières de Séoul, en 2019. Similairement, elle est accusée d'emplois fictifs ainsi que de mensonges sur ses expériences bénévoles,.
De plus, lors de la campagne électorale de 2022, elle déclare que tous les journalistes critiques à la politique de son mari seront emprisonnés si ce dernier arrive à la Maison-Bleue. Dans cette même campagne, elle est accusée de proximité avec un chaman sud-coréen, soulevant des questions d'emprise de ce dernier sur le couple présidentiel,.
Kim Keon-hee est suspectée de fraude et de manipulation boursière, ce qui conduit en décembre 2023 l'opposition démocrate à voter au Parlement en faveur du lancement d'une enquête spéciale indépendante à son encontre. Le président Yoon décide d'user de son veto pour arrêter l'enquête. De plus, elle est accusée de corruption, acceptant des sacs à main de luxe. Ces différents scandales entâchent la réputation de son mari, qui subit les conséquences de ces scandales lors des élections législatives d'avril 2024, où son parti subi une défaite électorale.
Le 7 août 2025, après un interrogatoire sur les faits de corruption et de manipulation de cours boursiers qui lui sont reprochés, le parquet de Séoul demande l’émission d’un mandat d’arrêt à l’encontre de Kim Keon-hee.